# Sambianos
Los sambianos era uno de los clanes prusios que se menciona en la crónica de Peter von Dusburg que habitaron la península de Sambia, al norte de la ciudad de Königsberg (hoy Kaliningrado). Los sambianos estaban localizados en una zona costera muy rica en ámbar y comprometidos tempranamente en el comercio (véase ruta del ámbar). Por lo tanto, establecieron contactos con naciones extranjeras mucho antes que cualquier otro clan prusiano. No obstante, como el resto de clanes, fueron conquistados por los caballeros teutónicos (véase Cruzada prusiana) y expuestos a la asimilación y germanización, extinguiéndose como pueblo durante el siglo XVII.
Debido al intercambio comercial, Sambia era la zona más rica y densamente poblada de Prusia. Hay numerosos registros arqueológicos y artefactos de la edad de bronce, incluidos artículos importados del Imperio Romano. Los sambianos, al contrario del resto de prusios, no quemaban a sus muertos, sino que construían grandes montículos y los enterraban con círculos de piedra. El nombre del clan se cita por primera vez por Adán de Bremen en 1073, que los denomina el pueblo más humano. Un conflicto armado con los vikingos daneses los mantuvieron en constante alerta desde el siglo IX hasta principios del siglo XIII. Se sabe que hubo un asentamiento vikingo en Wiskiauten, territorio de Sambia, que floreció con éxito durante 300 años. Los suecos mantuvieron continuos intercambios y unas relaciones mucho más pacíficas.
Durante el siglo XIII surge otro enemigo, los caballeros teutónicos, una orden militar germánica de cruzados cuyo objetivo era conquistar y subyugar todos los paganos y convertirlos al cristianismo. La conquista de Sambia se retrasó debido al Gran Levantamiento Prusiano que surgió en 1242. Técnicamente el levantamiento acabó en 1249 con la firma del Tratado de Christburgo, pero las escaramuzas siguieron durante cuatro años más. Hasta el 1254–1255 los caballeros no iniciaron su campaña contra los sambianos. El rey Otakar II de Bohemia participó en la expedición y como tributo los cruzados fundaron un nuevo castillo  bautizándolo como Königsberg en su honor. Los sambianos se levantaron contra los caballeros teutónicos en el Gran Levantamiento Prusiano (1260–1274), pero fueron los primeros en rendirse. Cuando los otros clanes intentaron resucitar el levantamiento en 1276, Teodorico el vogt de Sambia convenció a los sambianos para que no se sumasen a la revuelta; los natangianos y warmianos les siguieron y el levantamiento fue aplastado en un año.  Sambia se convirtió en una de las cuatro diócesis prusianas, las otras cuatro fueron Pomesania, Warmia y Chełmno como se testimonia en el legado papal de Guillermo de Módena. A finales del siglo XIII, los sambianos sumaban unas 22.000 almas. Con la colonización alemana fueron asimilados más tarde que otras tribus prusias que habían sido conquistadas con anterioridad. 
Según Peter von Dusburg, Sambia estaba subdividida en 15 unidades territoriales. Sus nombres en alemán son: Germau, Medenau, Rinau, Pobeten, Wargen, Rudau, Laptau, Quedenau, Schaaken, Waldau, Caimen, Tapiau, Labiau, Laukischken, y Wehlau.